# Sántos
Sántos é um município da Hungria, situado no condado de Somogy. Tem 11,38 km² de área e sua população em 2019 foi estimada em 536 habitantes.